# Fanny la fan
Fanny la fan fue una telecomedia argentina emitida por Telefe y producida por Underground, que se estrenó el lunes 26 de junio de 2017 y finalizó el 24 de julio de 2017 tras ser cancelada por bajo índice de audiencia y problemas presupuestarios. Fue el mayor fracaso en la historia de la productora y del canal en más de 50 años. Fue protagonizada por Agustina Cherri, Luciano Cáceres y Nicolás Furtado. Coprotagonizada por Benjamín Amadeo, Tomás Fonzi, Laura Cymer, Rodrigo Noya, Mercedes Oviedo y Mex Urtizberea. Antagonizada por Soledad Fandiño, Dan Breitman y la primera actriz Andrea Bonelli. También, contó con las actuaciones especiales de Laura Novoa y los primeros actores Verónica Llinás y Gabriel Goity. Y las participaciones de Nazareno Mottola y Luis Ziembrowski como actores invitados.

## Sinopsis
Fanny (Agustina Cherri) se crio alejada del mundo por su madre, Mabel (Laura Novoa) y encontró en la televisión su refugio y sobre todo en "Cuando muerde el amor", una delirante telenovela de vampiros que protagoniza Emiliano Morante (Luciano Cáceres), su obsesión. Las cosas del destino harán que Fanny comience a trabajar en el canal de su culebrón favorito y en el mismo lugar que su ídolo. Ahí también se reencontrará con Pedro (Nicolás Furtado), un camarógrafo que supo ser su amor de la infancia.

## Reparto
| #  | Actor/actriz         | Personaje                         |
| -- | -------------------- | --------------------------------- |
| 1  | Agustina Cherri      | Fanny Rizzo                       |
| 2  | Luciano Cáceres      | Emiliano Morante                  |
| 3  | Nicolás Furtado      | Pedro Godoy                       |
| 4  | Soledad Fandiño      | Julia Ponsi                       |
| 5  | Gabriel Goity        | Arturo Hansel                     |
| 6  | Verónica Llinás      | Coral Dragós                      |
| 7  | Julieta Díaz         | Marcia Enríquez / Enrique Marcial |
| 8  | Laura Novoa          | Mabel Rizzo                       |
| 9  | Benjamín Amadeo      | Gaspar Campos                     |
| 10 | Andrea Bonelli       | Adriana Pecoraro                  |
| 11 | Dan Breitman         | Ignacio de Leonardis              |
| 12 | Nazareno Móttola     | Valerio                           |
| 13 | Mercedes Oviedo      | Vanesa Iglesias                   |
| 14 | Luis Ziembrowski     | Manco Gutiérrez                   |
| 15 | Mex Urtizberea       | El Chapa                          |
| 16 | Tomás Fonzi          | Luciano "El Tano"                 |
| 17 | Rodrigo Noya         | Hugo Messina                      |
| 18 | Marina Castillo      | Marilyn                           |
| 19 | Gonzalo Suárez       | César                             |
| 20 | Mayra Homar          | Manuela                           |
| 21 | Laura Cymer          | Rita                              |
| 22 | Noralíh Gago         | Rosario Chapaneli                 |
| 23 | Lola Toledo          | Lula Godoy                        |
| 24 | Mauricio Lavaselli   | Sergio Martínez                   |
| 25 | Mía Flores Pirán     | Renata                            |
| 26 | Toti Ciliberto       | Aníbal                            |
| 27 | Camila Salazar       | Jorgelina Díaz                    |
| 28 | Tomás Kirzner        | Titi                              |
| 29 | Florencia Ventura    | Irene                             |
| 30 | Juan Pablo Mirabelli | Alex                              |
| 31 | Matías Scarvaci      | Norberto                          |
| 32 | Micaela Lapegüe      | Luz                               |
| 33 | Julián Marcove       | Paco Garris                       |
| 34 | Pamela Rodríguez     | Gallega                           |
| 35 | Alejandra Quevedo    | Roxana                            |
| 36 | Luisa Delfino        | Locutora                          |
| 37 | Brian Buley          | Buby                              |
| 38 | Calu Rivero          | Natalia Salas                     |
| 39 | Sebastián Almada     | Antonio Thompson                  |
| 40 | Diego Ramos          | Mitch Pérez Tolosa                |
| 41 | Dalma Maradona       | Carmen                            |

## Premios y nominaciones
| Lista de premios y nominaciones | Lista de premios y nominaciones | Lista de premios y nominaciones           | Lista de premios y nominaciones | Lista de premios y nominaciones | Lista de premios y nominaciones | Lista de premios y nominaciones |
| Año                             | Organización                    | Categoría                                 | Nominado/a (s)                  | Resultado                       | Ref(s)                          |                                 |
| ------------------------------- | ------------------------------- | ----------------------------------------- | ------------------------------- | ------------------------------- | ------------------------------- | ------------------------------- |
| 2017                            | Premios Tato                    | Mejor Ficción Diaria — Comedia            | Fanny, La Fan                   | Nominada                        | [ 4 ]                           |                                 |
| 2017                            | Premios Tato                    | Mejor Actor Protagónico de Ficción Diaria | Luciano Cáceres                 | Nominado                        | [ 4 ]                           |                                 |
| 2017                            | Premios Tato                    | Mejor Actriz de Reparto                   | Verónica Llinás                 | Nominada                        | [ 4 ]                           |                                 |

## Ficha técnica
- Una producción de: Underground - Telefe
- Autores: Ernesto Korovsky - Silvina Frejdkes - Alejandro Quesada
- Colaboradores autorales: Belén Wedeltoft - Javier Rozenwasser - Sofía Wilhelmi
- Dirección de arte y escenografía: Julia Freid
- Dirección de fotografía: Alberto Echenique - Juan Lira
- Coordinación operativa: Miguel Giammatteo - Julio Ricciardi
- Asistentes de dirección: Gonzalo Diaz Servidio - Claudio Ratti
- Vestuario: Amelia Coral - Vanda Varela
- Musicalización: Elvio Gómez
- Edición de sonido: Natalia Toussaint - Martín Seoane
- Sonido: Marcos Miranda - Luis Quiroga
- Dirección de Edición: Guille Gatti (EDA)
- Edición: Pablo Bologna - Bruno Weinstein
- Coordinación de post-producción: Fabricio A. Rodríguez
- Coordinación de producción: Osvaldo Codazzi
- Supervisión artística: Martín Ortega
- Productora artística: Vanina Martorilli
- Productor ejecutivo: Gustavo Errico
- Dirección: Mariano Ardanaz - Pablo Ambrosini
- Productores asociados: Martín Kweller - Grupo Crónica
- Productor general: Pablo Culell
- Producción y Dirección general: Sebastián Ortega